# Petavia erycinoides
Petavia erycinoides is een vlinder uit de familie van de Callidulidae. De wetenschappelijke naam van de soort is voor het eerst geldig gepubliceerd in 1869 door Walker.